# Madonna della Scodella
Madonna della Scodella (« Vierge à la coupe ») est une peinture à l'huile sur panneau de bois de 216,7 × 137,3 cm, datée de 1528 à 1530 environ, réalisée par Le Corrège et conservée à la Galerie nationale de Parme.

## Histoire
La peinture  a été réalisée par Le Corrège pour l'église San Sepolcro de Parme et probablement commandée en 1524, lorsque Cristoforo Bondini, mourant, laissa dans son testament 15 lires pour la création d'un tableau pour l'autel de Saint-Joseph. Il existe deux dessins préparatoires de ce tableau achevé en 1530, comme le révèle l'inscription sur le cadre original :

« DIVO IOSEPPO DEIPARAE VIRGINIS CUSTODI / FIDISS COELITUSQ DESTINATO HVIVSCE / ARAE COMUNI AERE ERECTORES DEVOTI / ALACRESQ EREXERE / DIE II IVNII »

— Parma per l'Arte, Corrado Ricci.
Le tableau reste à Parme jusqu'en 1796, date à laquelle il est réquisitionné par le gouvernement napoléonien et  transporté à Paris. Rapatrié en 1815, après la défaite de Napoléon à Waterloo, il est placé l'année suivante dans la Galerie Ducale de Parme. En 1893, sur proposition du critique d'art Corrado Ricci, l'œuvre est réinsérée dans son encadrement d'origine.
La fourchette communément convenue de la réalisation du tableau se situe de 1528 à 1530. L'historien de l'art Cecil Gould pense que les anges situés dans la partie la plus haute de la toile ont été réalisés dans ces années-là et que la partie inférieure de l'œuvre a cependant été réalisée vers 1535.
La Madonna della Scodella  a été étudiée, entre autres, par Lelio Orsi, Federico Barocci, Lanfranco Frigeri (it), Domenichino, ainsi que par Carlo Maratta et Pompeo Batoni.
Une copie du tableau de 1724 est exposée dans la chapelle du Palais Rohan, à Strasbourg.
Giorgio Vasari cite l'œuvre dans la deuxième édition de ses Vies  en parlant de Girolamo da Carpi, qui, selon lui, avait étudié à Sansepolcro en ces termes  « panneau de peinture divine ».

## Description et style
Le tableau représente un épisode de l'enfance de Jésus raconté dans l'évangile apocryphe du pseudo-Matthieu : lors de son retour en Palestine après la Fuite en Égypte et lors d'une pause à l'ombre d'un dattier, la Sainte Famille se nourrissait grâce à l'arbre, qui, se pliant offrait ses fruits aux voyageurs.
La Vierge est représentée en train de récolter les fruits, avec un bol d'eau pour étancher la soif de Jésus. De là découle le nom traditionnel de l’œuvre. Le titre signifie l'importance que Corrège accorde, comme avec sa Madone au panier au simple objet du bol.
Cette iconographie n'était pas souvent utilisée dans la production artistique italienne. Elle était cependant plus fréquente au Nord, comme le montrent les travaux d'Albrecht Altdorfer et Lucas Cranach.
L'image est construite sur une ligne diagonale, qui s'ouvre à gauche avec la coupe d'argent et suit l'entrelacement des mains de la Vierge, de l'Enfant Jésus et de Joseph. La pose de Jésus, dans un contrapposto, lui permet de faire le lien entre la scène représentée et le monde réel de l'observateur, vers lequel il tourne un regard complice.
En haut, une gloire d'anges se libère dans une spirale animée qui rappelle les fresques du Corrège de L'Assomption de la Vierge au Dôme de Parme.